# التنگاترن
التنگاترن (به آلمانی: Altengottern) یک شهر در آلمان است که در تورینگن واقع شده‌است.

## خصوصیات
التنگاترن ۱۸٫۱۷ کیلومترمربع مساحت دارد ۱۷۵ متر بالاتر از سطح دریا واقع شده‌است.